# Opsiphanes quiteria
Opsiphanes quiteria är en fjärilsart som beskrevs av Stoll 1782. Opsiphanes quiteria ingår i släktet Opsiphanes och familjen praktfjärilar. Inga underarter finns listade i Catalogue of Life.

## Bildgalleri

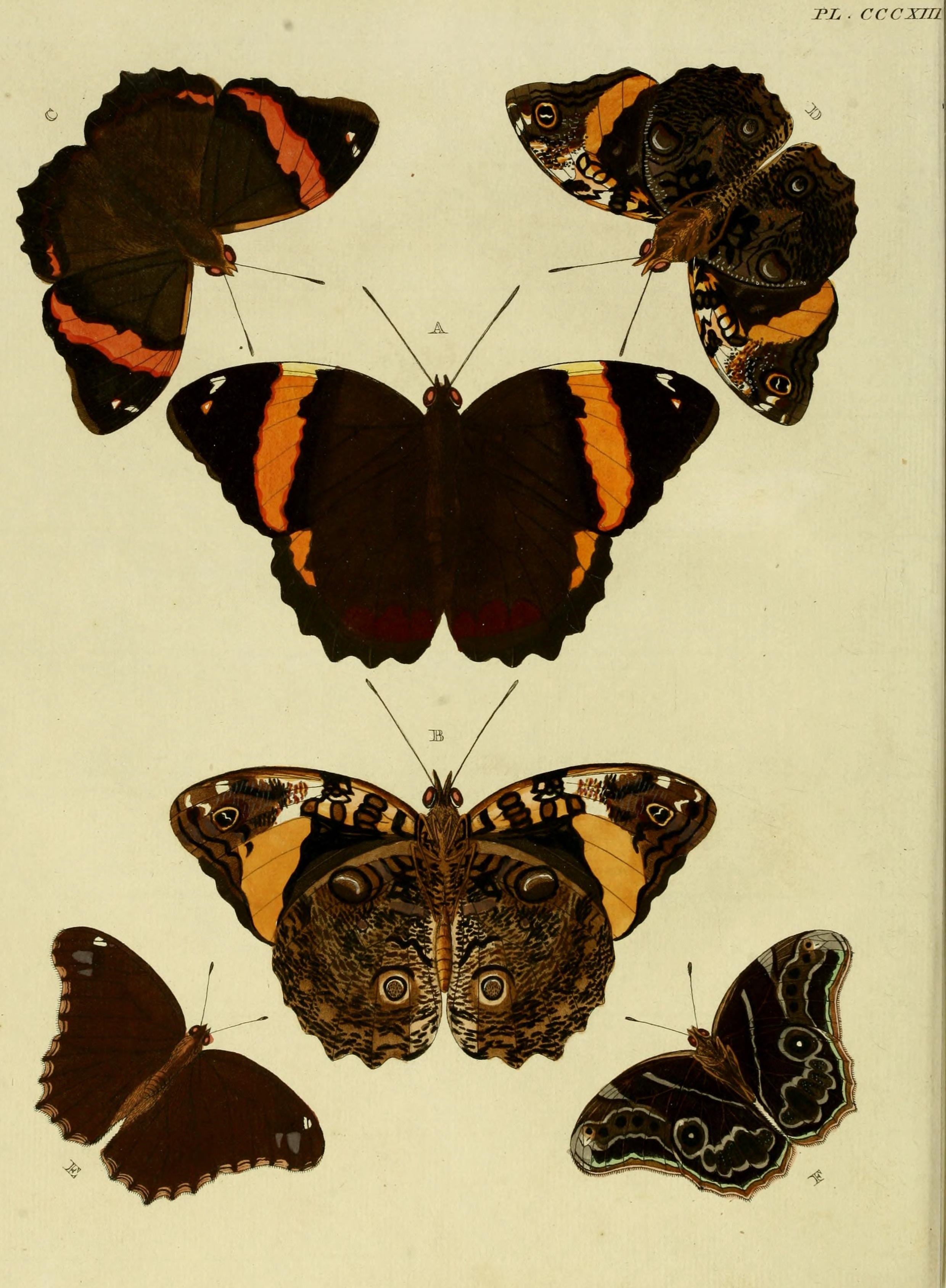